# KB Mashinostroyeniya
KB Mashinostroyeniya hay KBM (tiếng Nga: КБ Машиностроения, КБМ, n.đ. 'Machine-Building Design Bureau'-'Cục thiết kế chế tạo máy') là một trung tâm nghiên cứu phát triển các loại vũ khí của Nga có trụ sở tại Kolomna, tỉnh Moskva, Nga. Hiện nay nó trực thuộc tập đoàn Rostec.
KBM được thành lập ngày 11/4/1942 bởi quyết định số 1756 của Ủy ban Quốc phòng Nhà nước nhằm phát triển các loại súng cối mới cho quân đội. Thiết kế trưởng của viện thiết kế là Boris Shavyrin. Viện đã được trao tặng Huân chương Lenin và Huân chương Cờ đỏ.
Tên của viện thời kỳ mới thành lập là SKB-101, SKB-GA (tiếng Nga: Специальное конструкторское бюро гладкоствольной артиллерии, СКБ ГА, n.đ. 'Special KB (Design Bureau) of smooth-bore artillery' hay 'Viện thiết kế pháo nòng trơn'). Viện cũng còn được biết đến dưới cái tên Viện thiết kế chế tạo cơ khí Kolomna.
Hiện tại Viện thuộc tổng công ty hệ thống vũ khí chính xác.
Thiết kế chính của viện là Sergey Nepobedimiy và Andranik Ter-Stepaniyan.
Hiện nay Thiết kế trưởng của Viện là V. M. Sokolov.

## Các sản phẩm

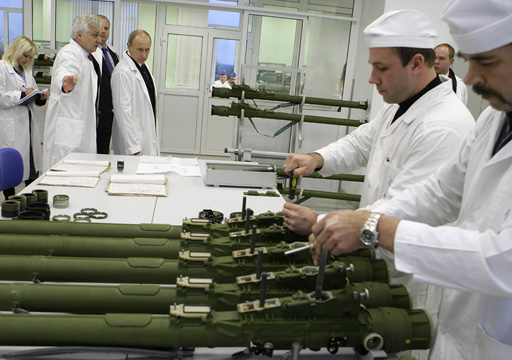
Tổng thống Putin thăm cơ sở của KB Mashinostroyeniya năm 2009

KBM đã thiết kế và chế tạo hơn 80% trong tổng số các loại súng cối tại Liên Xô. Ngoài ra viện còn thiết kế:
- Các hệ thống phòng không
  - Hệ thống xe tự hành bánh lốp mang tên lửa phòng không Gibka-S.[cần dẫn nguồn]
- Pháo không giật B-10 82 mm và Pháo không giật B-11 107 mm
- Hệ thống tên lửa phòng không mang vác:
  - 9K333 Verba / Верба
  - 9K38 Igla (SA-18 "Grouse") / Игла
  - 9K32 Strela-2 and 9K32M Strela-2M (SA-7 và SA-7b "Grail") / Стрела-2
  - 9K34 Strela-3 (SA-14 "Gremlin") / Стрела-3
  - Dzhigit / Джигит
  - Strelets / Стрелец
- Hệ thống tên lửa chống tăng
  - Shmel / Шмель
  - Malyutka (AT-3 "Sagger") / Малютка
  - 9M114 Shturm (AT-6 "Spiral") / Штурм
  - 9M120 Ataka (AT-9 "Spiral-2") / Атака
  - 9M123 Khrizantema (AT-15 "Springer") / Хризантема
- Tên lửa chiến thuật
  - R-400 Oka / Ока
  - OTR-21 Tochka / ОТРК Точка, Точка-У
  - Iskander, Iskander-M, Iskander-E / ОТРК Искандер, Искандер-М, Искандер-Э
- Hệ thống phòng hộ chủ động:
  - KAZ Arena, Arena-E Арена-Э

## Link ngoài
- Official website of KBM Lưu trữ ngày 2 tháng 2 năm 2013 tại Wayback Machine